# Christoph Kittel
Christoph Kittel (ca. 1620-1680) fue un músico y editor alemán del periodo Barroco. 

## Biografía
Fue hijo del compositor Caspar Kittel (1603-1639), y alumno de Heinrich Schütz, de quien publicó su obra de 1657 "Zwölff geistlichen Konzerte" (SWV 420-31). Ejerció como laudista en la corte de Dresde. Sus hijos fueron Anna Maria (1648-1680) y Johann (1652-1682), que sirvió como segundo organista en la capilla de la misma corte. 
- Datos: Q568650